# Walter Charsley
Walter Augustine Charsley (1869–1948) là một cầu thủ bóng đá người Anh sinh ra ở Stafford. Là em trai của thủ môn Small Heath và Anh Chris Charsley, ông thi đấu 3 trận ở vị trí wing half for Small Heath tại Football Alliance tại mùa giải 1890–91. Ông mất ở Small Heath, Birmingham.